# Teorie sociální konstrukce reality
Teorie sociální konstrukce reality je mediální teorií, která pochází od amerických sociologů Peter L. Bergera a Thomas Luckmanna z roku 1966. Popsána byla v knize Sociální konstrukce reality od těchto dvou autorů. Publikace byla zvolena pátou nejvýznamnější sociologickou knihou 20. století.
Dle této teorie symbolické systémy nezrcadlí svět, ale vytvářejí ho. Ten je následně stvrzován v sociálních interakcích. Tedy společnost je výtvorem člověka a společnost je objektivní realitou. Tím se dostáváme do kruhu, kde člověk je výtvor společnosti.